# کریس لو بیهان
کریس لو بیهان (انگلیسی: Chris le Bihan؛ زادهٔ may ۲۷, ۱۹۷۷ (۴۷ سال)) ورزشکار بابسلد اهل کانادا است.
وی در مسابقات کشوری و بین‌المللی در مجموع برندهٔ ۱ مدال برنز شده‌است.